# Барбарус, Йоханнес
Йоха́ннес Ба́рбарус (эст. Johannes Barbarus; настоящее имя Йоханнес Ва́рес, эст. Johannes Vares; 12 января 1890, Хеймтали, близ Вильянди, Российская империя, — 29 ноября 1946, Таллин, Эстонская ССР, СССР) — эстонский поэт и писатель, политический деятель. Премьер-министр правительства Эстонии (1940). Председатель Президиума Верховного Совета ЭССР (1940—1946). Заслуженный писатель Эстонской ССР (1945).

## Биография
Из семьи крестьянина-середняка.
Окончил гимназию в Пернове, в 1910—1914 годах учился в Киевском университете на медицинском факультете. Во время Первой мировой войны, в 1915—1918 годах служил военврачом.
Участник боёв в Эстонии во время Освободительной войны 1918—1920 годов на стороне Временного правительства, возглавляемого К. Пятсом, был награждён эстонским орденом Крест Свободы, который отказался принять.
В 1920—1930-х годах работал врачом страховой кассы в Пярну.
По своим политическим убеждениям — радикал-социалист. В конце 1910-х — начале 1920-х годов началась его литературная деятельность, писал под псевдонимом Йоханнес Барбарус и вступил в литературную группу Сиуру. В 1928 и 1935 годах приезжал в СССР, после последнего посещения страны в журнале «Творчество» опубликовал о ней восторженную статью. В 1936 году один из организаторов движения помощи испанским республиканцам.
С 21 июня по 25 августа 1940 года Барбарус руководил эстонским правительством, а с вхождением Эстонской ССР в состав СССР 25 августа 1940 года и до смерти занимал пост председателя Президиума Верховного Совета Эстонской ССР. С сентября 1940 года Й. Барбарус — член ЦК Компартии Эстонии. С 1941 года — депутат Верховного Совета СССР[уточнить]. В 1941—1944 годах, во время немецкой оккупации ЭССР, находился в эвакуации, активно участвовал в формировании эстонских национальных частей Красной Армии. После изгнания немецких войск вернулся на родину.
29 ноября 1946 года в 11:40 утра был найден мёртвым на полу в ванной комнате в своей резиденции во дворце Кадриорг. Предположительно, покончил жизнь самоубийством, застрелившись из пистолета. Согласно оставленной им предсмертной записке, причины, побудившие политика к суициду, были связаны с плохим состоянием здоровья и боязнью заболеть психически. Однако истинные причины самоубийства (а также вопрос о том, была ли смерть Вареса результатом самоубийства или тщательно продуманного убийства) по-прежнему вызывают дискуссию среди исследователей.
Похоронен на Лесном кладбище в Таллине.

### Семья
С 1919 года Й. Барбарус (Варес) состоял в браке с Эмилией, урождённой Рооде. 3 марта 1947 года Эмилия Варес также покончила с собой, приняв яд; из её предсмертной записки следовало, что она не в силах пережить смерть мужа. Через некоторое время после смерти Эмилии были обнаружены повесившимися у себя дома её брат и сестра. Расследовавший обстоятельства гибели членов семьи Вареса старший лейтенант МГБ Салмолайнен вскоре тоже повесился.

## Избранные поэтические сборники
- «Фата Моргана» (1918)
- «Треугольник» (1921)
- «Соответствия» (1922)
- «Геометрический человек» (1924)
- «Мультиплицированный человек» (1924)
- «Мир открыт» (1930)
- «Средоточье огня» (1934)
- «Кульминация» (1934)
- «Рыбы на суше» (1937)
- «Через порог» (1939)
- «На фронтовых дорогах» (1944)
- «Шаг за шагом к Победе» (1945)